# Đội tuyển bóng đá quốc gia Bangladesh
Đội tuyển bóng đá quốc gia Bangladesh (tiếng Bengal: বাংলাদেশ জাতীয় ফুটবল দল) là đội tuyển cấp quốc gia của Bangladesh do Liên đoàn bóng đá Bangladesh quản lý.
Trận thi đấu quốc tế đầu tiên của đội tuyển Bangladesh là trận gặp đội tuyển Malaysia vào năm 1973. Thành tích tốt nhất của đội cho đến nay là chức vô địch SAFF Cup 2003. Đội đã một lần tham dự cúp bóng đá châu Á là vào năm 1980. Tại giải năm đó, đội đã để thua cả bốn trận trước Iran, CHDCND Triều Tiên, Syria, Trung Quốc và do đó dừng bước ở vòng bảng.
Đội tuyển quốc gia Bangladesh thành lập năm 1973 Họ bị loại ngay từ vòng đầu tiên tham dự Asian Cup duy nhất cho đến nay

## Danh hiệu
- Vô địch Nam Á: 1

Vô địch: 2003
Á quân: 1999; 2005
Hạng ba: 1995

## Thành tích quốc tế

### Giải vô địch bóng đá thế giới
- 1930 đến 1982 - Không tham dự vì đến 1947 vẫn thuộc Đế chế Anh và thuộc Pakistan trong khoảng 1947-1971
- 1986 đến 2026 - Không vượt qua vòng loại

### Cúp bóng đá châu Á
| Cúp bóng đá châu Á | Cúp bóng đá châu Á                      | Cúp bóng đá châu Á                      | Cúp bóng đá châu Á                      | Cúp bóng đá châu Á                      | Cúp bóng đá châu Á                      | Cúp bóng đá châu Á                      | Cúp bóng đá châu Á                      | Cúp bóng đá châu Á                      | Cúp bóng đá châu Á |
| Vòng chung kết: 1  | Vòng chung kết: 1                       | Vòng chung kết: 1                       | Vòng chung kết: 1                       | Vòng chung kết: 1                       | Vòng chung kết: 1                       | Vòng chung kết: 1                       | Vòng chung kết: 1                       | Vòng chung kết: 1                       | Vòng chung kết: 1  |
| Năm                | Thành tích                              | Thứ hạng                                | Số trận                                 | Thắng                                   | Hòa                                     | Thua                                    | Bàn thắng                               | Bàn thua                                |                    |
| ------------------ | --------------------------------------- | --------------------------------------- | --------------------------------------- | --------------------------------------- | --------------------------------------- | --------------------------------------- | --------------------------------------- | --------------------------------------- | ------------------ |
| 1956 đến 1972      | Không tham dự, là một phần của Pakistan | Không tham dự, là một phần của Pakistan | Không tham dự, là một phần của Pakistan | Không tham dự, là một phần của Pakistan | Không tham dự, là một phần của Pakistan | Không tham dự, là một phần của Pakistan | Không tham dự, là một phần của Pakistan | Không tham dự, là một phần của Pakistan |                    |
| 1976               | Không tham dự                           | Không tham dự                           | Không tham dự                           | Không tham dự                           | Không tham dự                           | Không tham dự                           | Không tham dự                           | Không tham dự                           |                    |
| 1980               | Vòng 1                                  | 10                                      | 4                                       | 0                                       | 0                                       | 4                                       | 2                                       | 17                                      |                    |
| 1984 đến 1992      | Không vượt qua vòng loại                | Không vượt qua vòng loại                | Không vượt qua vòng loại                | Không vượt qua vòng loại                | Không vượt qua vòng loại                | Không vượt qua vòng loại                | Không vượt qua vòng loại                | Không vượt qua vòng loại                |                    |
| 1996               | Bỏ cuộc                                 | Bỏ cuộc                                 | Bỏ cuộc                                 | Bỏ cuộc                                 | Bỏ cuộc                                 | Bỏ cuộc                                 | Bỏ cuộc                                 | Bỏ cuộc                                 |                    |
| 2000 đến 2023      | Không vượt qua vòng loại                | Không vượt qua vòng loại                | Không vượt qua vòng loại                | Không vượt qua vòng loại                | Không vượt qua vòng loại                | Không vượt qua vòng loại                | Không vượt qua vòng loại                | Không vượt qua vòng loại                |                    |
| 2027               | Chưa xác định                           | Chưa xác định                           | Chưa xác định                           | Chưa xác định                           | Chưa xác định                           | Chưa xác định                           | Chưa xác định                           | Chưa xác định                           |                    |
| Tổng cộng          | 1 lần vòng bảng                         | 1 lần vòng bảng                         | 4                                       | 0                                       | 0                                       | 4                                       | 2                                       | 17                                      |                    |

### Cúp Challenge AFC
| Năm           | Thành tích               | Trận | Thắng | Hòa | Thua | Bàn thắng | Bàn thua |
| ------------- | ------------------------ | ---- | ----- | --- | ---- | --------- | -------- |
| 2006          | Tứ kết                   | 4    | 2     | 1   | 1    | 7         | 8        |
| 2008          | Không vượt qua vòng loại | -    | -     | -   | -    | -         | -        |
| 2010          | Vòng bảng                | 3    | 1     | 0   | 2    | 3         | 6        |
| 2012 đến 2014 | Không vượt qua vòng loại | -    | -     | -   | -    | -         | -        |
| Tổng cộng     | 1 lần tứ kết             | 7    | 3     | 1   | 3    | 10        | 14       |

### Giải vô địch bóng đá Nam Á
| Năm       | Thành tích    | Trận | Thắng | Hòa | Thua | Bàn thắng | Bàn thua |
| --------- | ------------- | ---- | ----- | --- | ---- | --------- | -------- |
| 1993      | Không tham dự | -    | -     | -   | -    | -         | -        |
| 1995      | Bán kết       | 3    | 1     | 1   | 1    | 2         | 1        |
| 1997      | Vòng bảng     | 2    | 0     | 1   | 1    | 1         | 4        |
| 1999      | Á quân        | 4    | 2     | 1   | 1    | 6         | 3        |
| 2003      | Vô địch       | 5    | 4     | 1   | 0    | 8         | 2        |
| 2005      | Á quân        | 5    | 3     | 1   | 1    | 7         | 3        |
| & 2008    | Vòng bảng     | 3    | 0     | 2   | 1    | 3         | 4        |
| 2009      | Bán kết       | 4    | 2     | 1   | 1    | 6         | 3        |
| 2011      | Vòng bảng     | 3    | 0     | 1   | 2    | 1         | 4        |
| 2013      | Vòng bảng     | 3    | 0     | 1   | 2    | 2         | 5        |
| 2015      | Vòng bảng     | 3    | 1     | 0   | 2    | 4         | 7        |
| 2018      | Vòng bảng     | 3    | 2     | 0   | 1    | 3         | 2        |
| Tổng cộng | 1 lần vô địch | 38   | 16    | 12  | 13   | 43        | 38       |

### Đại hội Thể thao châu Á
- (Nội dung thi đấu dành cho cấp đội tuyển quốc gia cho đến kỳ Đại hội năm 1998)

| Năm           | Thứ hạng                                | Trận                                    | Thắng                                   | Hòa                                     | Thua                                    | Bàn thắng                               | Bàn thua                                |
| ------------- | --------------------------------------- | --------------------------------------- | --------------------------------------- | --------------------------------------- | --------------------------------------- | --------------------------------------- | --------------------------------------- |
| 1951 đến 1970 | Không tham dự, là một phần của Pakistan | Không tham dự, là một phần của Pakistan | Không tham dự, là một phần của Pakistan | Không tham dự, là một phần của Pakistan | Không tham dự, là một phần của Pakistan | Không tham dự, là một phần của Pakistan | Không tham dự, là một phần của Pakistan |
| 1974          | Không tham dự                           | Không tham dự                           | Không tham dự                           | Không tham dự                           | Không tham dự                           | Không tham dự                           | Không tham dự                           |
| 1978          | Vòng bảng                               | 2                                       | 0                                       | 0                                       | 2                                       | 0                                       | 4                                       |
| 1982          | Vòng bảng                               | 3                                       | 1                                       | 0                                       | 2                                       | 2                                       | 4                                       |
| 1986          | Vòng bảng                               | 4                                       | 1                                       | 0                                       | 3                                       | 1                                       | 12                                      |
| 1990          | Vòng bảng                               | 2                                       | 0                                       | 0                                       | 2                                       | 0                                       | 7                                       |
| 1994          | Không tham dự                           | Không tham dự                           | Không tham dự                           | Không tham dự                           | Không tham dự                           | Không tham dự                           | Không tham dự                           |
| 1998          | Bỏ cuộc                                 | Bỏ cuộc                                 | Bỏ cuộc                                 | Bỏ cuộc                                 | Bỏ cuộc                                 | Bỏ cuộc                                 | Bỏ cuộc                                 |
| Tổng cộng     | 4 lần vòng bảng                         | 11                                      | 2                                       | 0                                       | 9                                       | 3                                       | 27                                      |

## Cầu thủ

### Đội hình hiện tại
Đội hình 25 cầu thủ chính thức được triệu tập cho vòng loại Asian Cup 2023

Số liệu thống kê tính đến ngày 14 tháng 6 năm 2022 sau trận gặp Malaysia.

| Số | VT | Cầu thủ                | Ngày sinh (tuổi)  | Trận | Bàn | Câu lạc bộ             |
| -- | -- | ---------------------- | ----------------- | ---- | --- | ---------------------- |
| 1  | TM | Pappu Hossain          | 7 tháng 4, 1999   | 0    | 0   | Abahani Limited Dhaka  |
| 13 | TM | Mitul Marma            | 11 tháng 12, 2003 | 4    | 0   | Sheikh Russel KC       |
| 23 | TM | Mehedi Hasan Srabon    | 12 tháng 8, 2005  | 1    | 0   | Bashundhara Kings      |
|    |    |                        |                   |      |     |                        |
| 2  | HV | Shakil Hossain         | 6 tháng 7, 2002   | 4    | 0   | Sheikh Jamal Dhanmondi |
| 3  | HV | Rahmat Mia             | 8 tháng 12, 1999  | 32   | 0   | Abahani Limited Dhaka  |
| 4  | HV | Hasan Murad Tipu       | 2 tháng 1, 1998   | 2    | 0   | Mohammedan SC          |
| 12 | HV | Bishwanath Ghosh       | 30 tháng 5, 1999  | 39   | 0   | Bashundhara Kings      |
| 14 | HV | Tariq Kazi             | 6 tháng 10, 2000  | 25   | 2   | Bashundhara Kings      |
| 18 | HV | Isa Faysal             | 20 tháng 8, 1999  | 8    | 0   | Bangladesh Police      |
| 22 | HV | Alomgir Molla          | 6 tháng 11, 2000  | 3    | 0   | Abahani Limited Dhaka  |
|    |    |                        |                   |      |     |                        |
| 5  | TV | Mohammad Ridoy         | 1 tháng 1, 2002   | 14   | 0   | Abahani Limited Dhaka  |
| 6  | TV | Jamal Bhuyan (Captain) | 10 tháng 4, 1990  | 81   | 1   | Club Sol de Mayo       |
| 7  | TV | Shekh Morsalin         | 25 tháng 11, 2005 | 9    | 4   | Bashundhara Kings      |
| 8  | TV | Rabiul Hasan           | 26 tháng 6, 1999  | 22   | 3   | Abahani Limited Dhaka  |
| 16 | TV | Mohamed Sohel Rana     | 1 tháng 6, 1996   | 13   | 0   | Bashundhara Kings      |
| 17 | TV | Sohel Rana             | 27 tháng 3, 1995  | 64   | 0   | Bashundhara Kings      |
| 20 | TV | Mojibur Rahman Jony    | 1 tháng 1, 2005   | 13   | 1   | Bashundhara Kings      |
| 21 | TV | Jayed Ahmed            | 14 tháng 12, 2002 | 1    | 0   | Sheikh Jamal Dhanmondi |
|    |    |                        |                   |      |     |                        |
| 9  | TĐ | Sumon Reza             | 15 tháng 6, 1995  | 26   | 1   | Sheikh Russel KC       |
| 10 | TĐ | Dipok Roy              | 12 tháng 8, 2002  | 0    | 0   | Sheikh Russel KC       |
| 11 | TĐ | Foysal Ahmed Fahim     | 24 tháng 2, 2002  | 17   | 1   | Sheikh Jamal Dhanmondi |
| 15 | TĐ | Md Rafiqul Islam       | 12 tháng 2, 2004  | 5    | 0   | Bashundhara Kings      |
| 19 | TĐ | Mohammad Ibrahim       | 7 tháng 8, 1997   | 40   | 4   | Bashundhara Kings      |

### Triệu tập gần đây
The following players have also been called up to the Bangladesh squad within the last twelve months.
| Vt | Cầu thủ                | Ngày sinh (tuổi)  | Số trận | Bt | Câu lạc bộ             | Lần cuối triệu tập                  |
| --- | ---------------------- | ----------------- | ------- | -- | ---------------------- | ----------------------------------- |
| TM | Mahfuz Hasan Pritom    | 5 tháng 11, 1999  | 0       | 0  | Sheikh Jamal Dhanmondi | NT camp, November 2023              |
| TM | Anisur Rahman Zico     | 10 tháng 8, 1997  | 31      | 0  | Bashundhara Kings      | v. Afghanistan, 7 September 2023SUS |
| TM | Shahidul Alam Sohel    | 1 tháng 5, 1992   | 26      | 0  | Abahani Limited Dhaka  | NT camp, August 2023                |
| |                        |                   |         |    |                        |                                     |
| HV | Md Saad Uddin          | 1 tháng 9, 1998   | 30      | 2  | Bashundhara Kings      | 2026 WCQ R2SUS                      |
| HV | Riyadul Hasan Rafi     | 29 tháng 12, 1999 | 18      | 0  | Abahani Limited Dhaka  | NT camp, November 2023              |
| HV | Topu Barman            | 20 tháng 12, 1994 | 53      | 6  | Bashundhara Kings      | v. Afghanistan, 7 September 2023SUS |
| HV | Rimon Hossain          | 1 tháng 7, 2005   | 13      | 0  | Bashundhara Kings      | v. Afghanistan, 7 September 2023    |
| HV | Tutul Hossain Badsha   | 12 tháng 8, 1999  | 25      | 0  | Bashundhara Kings      | NT camp, June 2023                  |
| HV | Mohamed Atikuzzaman    | 10 tháng 10, 1999 | 0       | 0  | Sheikh Jamal Dhanmondi | NT camp, August 2023INJ             |
| HV | Mehedi Hasan Mithu     | 24 tháng 10, 1994 | 4       | 0  | Mohammedan SC          | NT camp, August 2023                |
| HV | Mohammed Jahid Hasan   | 1 tháng 6, 2002   | 0       | 0  | Bashundhara Kings      | NT camp, August 2023                |
| HV | Tanvir Hossain         | 13 tháng 12, 2003 | 0       | 0  | Sheikh Russel KC       | NT camp, August 2023                |
| |                        |                   |         |    |                        |                                     |
| TV | Chandon Roy            | 4 tháng 5, 2007   | 0       | 0  | Sheikh Russel KC       | NT camp, November 2023              |
| TV | Masuk Mia Jony         | 16 tháng 1, 1998  | 17      | 0  | Bashundhara Kings      | NT camp, June 2023                  |
| TV | Hemanta Vincent Biswas | 13 tháng 12, 1995 | 21      | 2  | Chittagong Abahani     | v. Seychelles, 28 March 2023        |
| TV | Papon Singh            | 31 tháng 12, 1999 | 2       | 0  | Abahani Limited Dhaka  | NT camp, August 2023                |
| TV | Abu Shaeid             | 6 tháng 8, 1999   | 0       | 0  | Sheikh Jamal Dhanmondi | NT camp, August 2023                |
| |                        |                   |         |    |                        |                                     |
| TĐ | Rakib Hossain          | 18 tháng 11, 1998 | 35      | 4  | Bashundhara Kings      | 2026 WCQ R2SUS                      |
| TĐ | Arman Foysal Akash     | 13 tháng 1, 2004  | 0       | 0  | Fortis FC              | NT camp, November 2023              |
| TĐ | Rahim Uddin            | 3 tháng 6, 1999   | 0       | 0  | Abahani Limited Dhaka  | NT camp, November 2023              |
| TĐ | Motin Mia              | 20 tháng 12, 1998 | 20      | 2  | Bashundhara Kings      | 2026 WCQ R1                         |
| TĐ | Aminur Rahman Sajib    | 17 tháng 6, 1994  | 3       | 0  | Bashundhara Kings      | NT camp, September 2023             |
| TĐ | Sazzad Hossain         | 18 tháng 1, 1995  | 6       | 1  | Mohammedan SC          | NT camp, September 2023             |
| TĐ | Shahriar Emon          | 7 tháng 3, 2001   | 0       | 0  | Mohammedan SC          | NT camp, June 2023                  |
| TĐ | Eleta Kingsley         | 29 tháng 10, 1989 | 2       | 0  | Free Agent             | NT camp, June 2023                  |
| TĐ | Sarower Zaman Nipu     | 5 tháng 6, 2000   | 0       | 0  | Sheikh Russel KC       | NT camp, August 2023INJ             |
| TĐ | Jafar Iqbal            | 27 tháng 9, 1999  | 9       | 1  | Mohammedan SC          | NT camp, August 2023                |
| INJ Withdrew due to injury PRE Preliminary squad / standby COV Withdrew due to COVID-19 RET Retired from the national team SUS Serving suspension WD Player withdrew from the squad due to non-injury issue. |                        |                   |         |    |                        |                                     |

## Các huấn luyện viên
Danh sách huấn luyện viên Đội tuyển bóng đá quốc gia Bangladesh từ năm 1972
- Sheikh Saheb Ali (1972–1975)
- Abdur Rahim (1975)
- Anjam Hossain (1976)
- Werner Bickelhaupt (1978–1979)
- Zakaria Pintoo (1979)
- Gofur Baluch (1982)
- Gerd Schmidt (1982)
- Golam Sarwar Tipu (1984)
- Ali Imam (1984)
- Kazi Salahuddin (1985–1988)
- Abdul Hakim (1986)
- Wazed Gazi (1987)
- Nasser Hejazi (1989)
- Pran Govinda Kunda (1989)
- Shahid Uddin Ahmed Selim (1991)
- Mohammad Kaikobad (1992)
- Oldrich Swab (1993)
- Kang Man-young (1994)
- Otto Pfister (1995–1997)
- Abu Yusuf (1998)
- Samir Shaker (1998–1999)
- Mark Harrison (2000)
- Hasanuzzaman Bablu (2000)
- György Kottán (2000–2003)
- Golam Sarwar Tipu (2003)
- Andres Cruciani (2005–2007)
- Hasanuzzaman Bablu (2006)
- Sayeed Hassan Kanan (2007-2008)
- Syed Nayeemuddin (2007–2008)
- Abu Yusuf (2008)
- Shafiqul Islam Manik (2008)
- Dido (2009)
- Shahidur Rahman Shantoo (2009)
- Zoran Đorđević (2010)
- Saiful Bari Titu (2010)
- Robert Rubčić (2010–2011)
- Nikola Ilievski (2011)
- Saiful Bari Titu (2012)
- Lodewijk de Kruif (2013–2014)
- Saiful Bari Titu (2014–2015)
- Lodewijk de Kruif (2015)
- Fabio Lopez (2015)
- Maruful Haque (2015–2016)
- Gonzalo Sanchez Moreno (2016)
- Lodewijk de Kruif (2016)
- Tom Saintfiet (2016)
- Andrew Ord (2017–2018)
- Jamie Day (2018–2021)
- Óscar Bruzón (2021)
- Mário Lemos (2021)
- Javier Cabrera (2022–present)